# DeMarco Johnson
DeMarco Antonio Johnson (nacido el 6 de octubre de 1975, en Charlotte, Carolina del Norte) es un exjugador y entrenador de baloncesto estadounidense que jugó doce temporadas como profesional, principalmente en ligas europeas. Mide 2,04 metros de altura, y ocupaba la posición de pívot.

## Trayectoria

### Profesional
Formado en la Universidad de North Carolina – Charlotte (21,1 puntos y 9 rebotes por partido en su último año) fue elegido en la segunda ronda del draft de la NBA de 1998 en el número 38.
Su primera experiencia profesional le llega en Europa en la temporada 98-99 en las filas del conjunto italiano del Sony Milán (19,2 ppp - 8,3 rpp). La temporada 1999-2000 consigue un contrato con los New York Knicks de la NBA con los que disputa 5 partidos para volver a Italia la temporada siguiente con el Scavolini de Pesaro (18,6 ppp - 8,6 rpp) en la Lega. La temporada 2001-2002 la inicia en el Metis Varese donde juega 17 partidos (18,7 ppp - 7,3 rpp) para regresar en el mes de diciembre a Scavolini donde disputa la Euroliga (15,3 ppp, 6,3 rpp y 4 app).
La temporada 2002-03 ficha por el Olimpiakos BC de Grecia donde disputa de nuevo la Euroliga (14 ppp y 6,8 rpp en 20 partidos). En la liga griega promedia 15,1 puntos y 6,7rebotes. La siguiente temporada, la 2003-2004, llega a España de la mano de Etosa Alicante con el que juega la ULEB Cup con 14,8 puntos y 5,8 rebotes de media por 9,5 puntos y 5,4 rebotes en la liga ACB antes de fichar en el mes de enero por Lauretana Biella de la Lega donde en 15 partidos consigue 16,7 puntos y 6,7 rebotes de media.
La temporada 2004-05 vuelve a jugar en Italia, concretamente en Rieti de la Lega 2 (16,6ppp - 8,3 rpp) donde disputa 25 partidos antes de lesionarse en el mes de marzo. La pasada temporada, la 2005-2006, es fichado por KK Olimpija Ljubljana de Eslovenia con el que regresaa la Euroliga promediando 10,4 puntos y 5,6 rebotes por 13,1 puntos y 4,6 rebotes en la Liga Adriática. Después de un breve paso estival por la liga de la República Dominicana ficha en el mes de octubre por el Polaris World Murcia de la liga ACB para cubrir la lesión de Marcus Fizer, disputando dos partidos en los que consigue 14 puntos y 7 rebotes en 32 minutos.

### Entrenador
Desde 2011 a 2016 fue entrenador asistente de los Hampton Pirates de la NCAA.